# Thee, stranded horse
 (octobre 2017).
Si vous disposez d'ouvrages ou d'articles de référence ou si vous connaissez des sites web de qualité traitant du thème abordé ici, merci de compléter l'article en donnant les références utiles à sa vérifiabilité et en les liant à la section « Notes et références ».
Stranded Horse est le projet acoustique de Yann Tambour, lequel s'est fait connaître avec son projet Encre.
Sa première production pour ce projet est un 45 tours sorti en 2005 chez Clapping Music en tirage limité, sur lequel Yann Tambour s'illustre à la kora.
En 2007 est sorti chez Talitres son album Churning Strides, album sensible et marquant sur lequel on trouve notamment une reprise de « Misty Mist » de Marc Bolan (T. Rex).
En 2008, Talitres édite un 33 tours issu d'une collaboration avec l'artiste malien, également joueur de kora, Ballake Sissoko.
En 2010, Thee, Stranded horse devient simplement Stranded horse avec la sortie du nouvel album Humbling Tides.

## Discographie
- Thee, stranded horse (2005 sur Clapping Music)
- Churning Strides (2007 sur Blanktapes)
- Thee, Stranded Horse And Ballake Sissoko (2008 sur Talitres)
- Humbling Tides (2011 sur Talitres)
- Transmission (2013 sur Talitres)
- Luxe (2016 sur Talitres)[1]
- Grand Rodeo (2021 chez ici d'ailleurs)